# Gunnar Torgeirson Rysstad
Gunnar Torgeirson Rysstad, född 27 maj 1867 i Valle, Setesdalen, död 1928,  var en norsk skald och Stortingsledamot. Han tillhörde den nynorska litteraturen och visade sin fina lyriska talang i diktsamlingarna Sukk og sorg (1888), Femti dikt (1890), Hugsjaa (1896), Vaarnott (1904) och Orren spelar (1915) samt den dramatiska dikten Vigleik (1912).